# 鋤頭嶼
23°15′45″N 119°39′35″E / 23.262458250538003°N 119.65982829592744°E

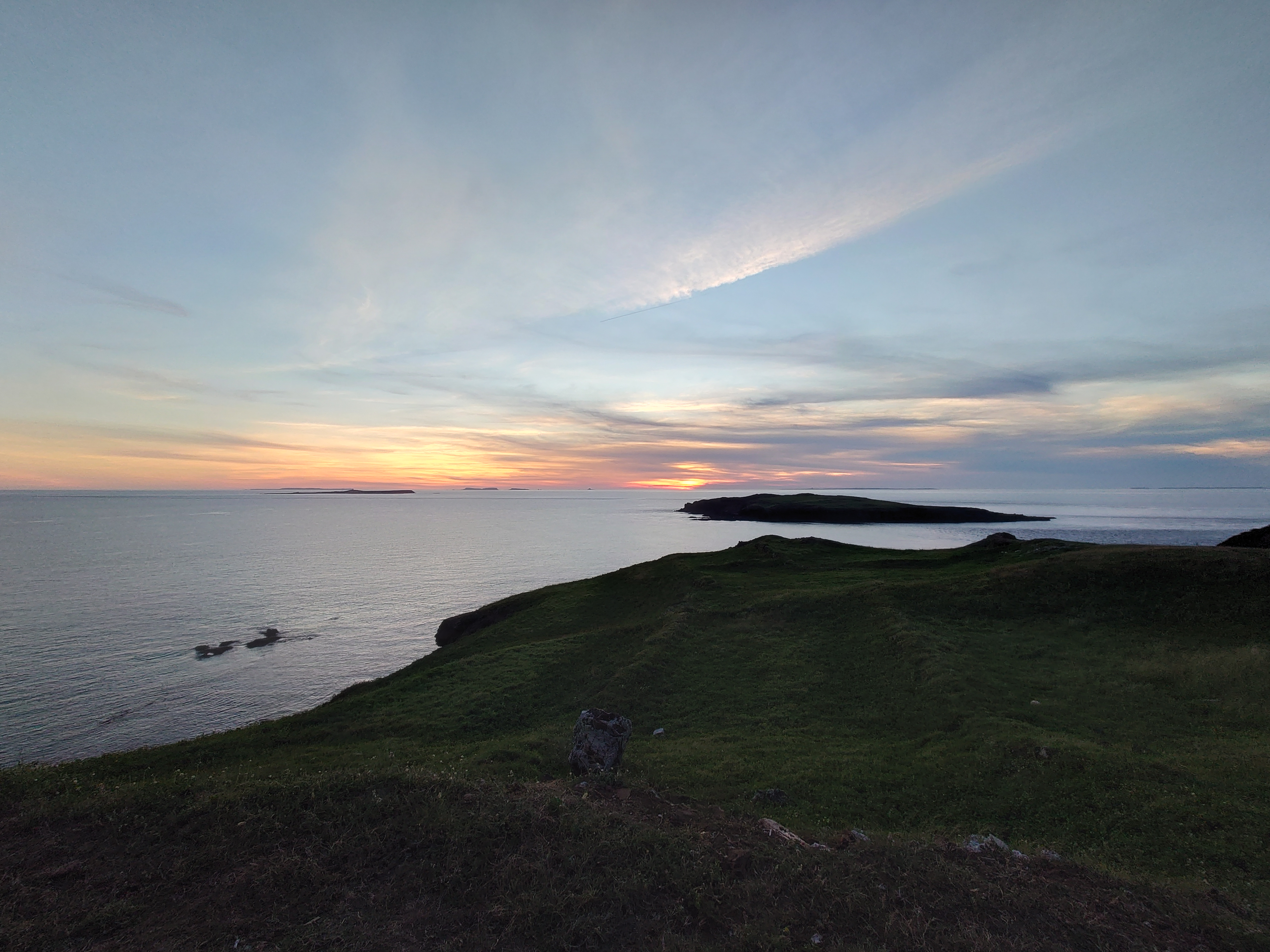
從東吉嶼眺望鋤頭嶼（右後方）

鋤頭嶼，為台灣澎湖縣望安鄉的一個島嶼，面積約0.1471平方公里，是澎湖群島面積第六大的無人島（僅次於西吉嶼、姑婆嶼、白沙嶼、草嶼2、金瓜仔礁），也是澎湖南方四島國家公園中除了南方四島（東吉嶼、西吉嶼、東嶼坪嶼、西嶼坪嶼）外最大的島嶼。島嶼位於東吉嶼西北方500公尺處。該島冬季盛產紫菜，是東吉村民冬季重要的經濟收入來源。最高處約高34公尺。